# Madonna col Bambino in piedi su un parapetto
La Vergine col Bambino, conosciuta anche come Madonna col Bambino in piedi su un parapetto, è un dipinto a olio su tavola (77x57 cm) di Giovanni Bellini, conservato nel Museo di Castelvecchio a Verona.